# Bachisio Bandinu
Bachisio Bandinu (Bitti, província de Nuoro, 1939) és un periodista i antropòleg sard. Des del 1972 es va dedicar a estudiar la cultura popular, i animà d'una manera original la qüestió sobre la posada en la perspectiva del diàleg entre l'antropologia i les ciències socials.
El 1976 va escriure, amb Gaspare Barbiellini Amidei el Rei és un fetitxe, que analitza la relació entre el món tradicional del pasturatge i la civilització del consum. El 1980 publica Costa Smeralda, una altra contribució a la relació entre tradició i innovació. El 1993 va guanyar el premi Funtana Elighes i el 1999 va ser nomenat director de L'Unione Sarda. És president de la Fondazione Sardinia.

## Publicacions
- Costa Smeralda. Come nasce una favola turistica, Rizzoli, Milano, 1980.
- Un sardismo da inventare, in Le ragioni dell'utopia. Omaggio a Michelangelo Pira, pp. 121–139, Milà, 1984.
- Narciso in Vacanza, Am&D, Cagliari, 1994.
- Il cavallo. Memorie, sogno, storia, 1995.
- Lettera a un giovane Sardo, La Torre, Cagliari, 1996.
- Gennargentu, la città invisibile, a L'Unione Sarda del 18.1.1997.
- Olbia città multietnica, (con G. Murineddu e E. Tognotti), AM&D, Cagliari, 1997.
- Visiones. I sogni dei pastori, AM&D, Cagliari, 1998.
- Ballos, Frorias, Cagliari, 2000.
- Mario De Biasi. Viaggio dentro l'isola, (amb Alfonso Gatto i Giuseppe Dessì), Ilisso, 2002.
- Il re è un feticcio, Ilisso, Nuoro, 2003.
- Identità, cultura, scuola, (amb Placido Cherchi i Michele Pinna), Domus de Janas, 2003.
- La maschera, la donna, lo specchio, Spirali, 2004.
- Raffaello Sanzio e Sandro Trotti, Spirali, 2006.
- Pastoralismo in Sardegna, Zonza Editori, 2006.
- Il quinto moro. Soru e il sorismo, (amb Salvatore Cubeddu), Domus de Janas, 2007.
- Lingua sarda e liturgia, (amb Antonio Pinna i Raimondo Turtas), Domus de Janas, 2008.